# Love in This Club Part II
Love in This Club Part II è un singolo del cantante statunitense Usher, con la collaborazione della cantante Beyoncé e del rapper Lil Wayne. Il brano è stato pubblicato nel 2008 ed estratto dall'album Here I Stand.

## Tracce
- Download digitale

1. Love in This Club Part II - 5:09

## Classifiche
| Classifica (2008) | Posizione massima |
| ----------------- | ----------------- |
| Australia         | 96                |
| Canada            | 69                |
| Stati Uniti       | 18                |